# الکس سانگ
الکساندر "الکس" دیمیتری سانگ بیلونگ (به فرانسوی: Alexandre "Alex" Dimitri Song Billong) (زاده ۹ سپتامبر ۱۹۸۷ - دوالا) بازیکن سابق فوتبال اهل کامرون است که در باشگاه فوتبال وستهام یونایتد ،باشگاه فوتبال آرسنال ،باشگاه فوتبال بارسلونا ،تیم ملی فوتبال کامرون بازی می‌کرد.
آلکس سانگ پسر عمویی به نام ریگوبرت سانگ دارد که وی هم بازیکن فوتبال و در پست هافبک بوده‌است. آلکس برای تیم ملی کشورش در جام جهانی ۲۰۱۰ آفریقا جنوبی به میدان رفته‌است.

## زندگی
آلکس متولد شهر دوالا کامرون است و پدرش را در سنّ ۳ سالگی از دست می‌دهد. پس از آن پسر عموی آلکس نقش پدر دوم وی را داشته او را به سمت فوتبال کشانده. در سنّ ۱۶ سالگی به فرانسه مهاجرت کرده و عضو باشگاه باستیا شد. او طرفدار آزادی کودکان است و در سنّ ۱۸ سالگی ازدواج کرد و در حال حاضر صاحب ۲ فرزند است که بزرگترین آن نولان ۲ ساله‌است. سانگ ۱۷ خواهر و ۱۰ برادر داشت است و خانواده ۳۰ نفری را تشکیل داده بودند.

## بازی‌های باشگاهی

### آرسنال
آرسن ونگر زمانی که الکس را در تابستان سال ۲۰۰۵ از باستیا جدا کرد و به آرسنال آورد همیشه به توانایی‌های الکس ایمان داشت.
سرانجام در فصل ۲۰۰۹–۲۰۰۸ ایمان ونگر به الکس محقق شد و معلوم گشت که چرا آرسن اینقدر روی الکس حساب باز می‌کرده‌است.
شاید در گذشته از نگاه هواداران، الکس انتخاب اول برای بازی در ترکیب اصلی نبود، اما او بازی درخشانش در پست هافبک مرکزی، عکس این موضوع را به هواداران ثابت کرد
. شهرت و محبوبیت الکس در باشگاه روز به روز در حال افزایش است و او هم‌اکنون به مهره قابل اتکایی در مرکز میدان تبدیل شده‌است.

### بارسلونا
در ۲۰ آگوست ۲۰۱۲، سانگ قراردادی ۵ ساله به قیمت ۱۵ میلیون پوند با باشگاه بارسلونا به ثبت رساند.

## بازی‌های ملی
اولین بازی وی برای کامران در سال ۲۰۰۵ اتفاق افتاد. نام او در لیست جام ملت‌های آفریقا ۲۰۰۸ بود؛ و برای کامرون در مرحله مقدماتی مقابل مصر بازی کرد که ۴–۲ شکست خوردند. همین‌طور سانگ نامش در لیست تیم ملی برای بازی‌های جام جهانی ۲۰۱۰ آفریقا جنوبی بود و در شکست ۲ بر ۱ مقابل تیم ملی فوتبال دانمارک ۹۰ دقیقه به میدان رفت.
او در سال 2009زیباترین گل را برای کامرون زد که متاسفانه علی رغم گل سالم،گل او توسط داورافساید گرفته شد.

## افتخارات

### باشگاهی
آرسنال
- نایب قهرمانی در جام باشگاه‌های اروپا ۲۰۰۶ به همراه تیم آرسنال
- نایب قهرمانی در جام اتحادیه انگلیس ۲۰۰۷-۲۰۰۶ به همراه تیم آرسنال
- نایب قهرمانی در جام اتحادیه انگلیس ۲۰۱۱-۲۰۱۰ به همراه تیم

آرسنال
- قهرمانی در لالیگا ۲۰۱۳-۲۰۱۲ به همراه تیم  بارسلونا

### ملی
کامرون زیر ۱۷ سال
- قهرمانی در جام ملت‌های زیر ۱۷ سال آفریقا ۲۰۰۳ به همراه تیم ملی تیم ملی زیر ۱۷ سال کامرون

کامرون
- نایب قهرمانی در ملت‌های آفریقا ۲۰۰۸ به همراه تیم ملی تیم ملی فوتبال کامرون
- قهرمانی در ال - جی کاپ مغرب ۲۰۱۱ به همراه تیم ملی تیم ملی فوتبال کامرون

### فردی
- یکی از برترین ۱۱ نفر جام ملت‌های ۲۰۰۸ و ۲۰۱۰ آفریقا

1. ↑  "Alex Song". Premier League. Retrieved 9 August 2023.